# بنی عبد (یمن)
 بنی عبد  (در عربی:  بَنی عَبد )
نام روستایی است در دهستان ذُوعَید از توابع استان مَحویت در کشور یمن در شبه جزیره عربستان.

## جمعیت
جمعیت آن (۸۸) نفر (۱۱ خانوار) می‌باشد.